# Simpert de Ratisbonne
Pour les articles homonymes, voir Simpert.
Simpert (mort le 29 septembre 791) est le troisième évêque de Ratisbonne de 768 à sa mort.

## Biographie
Simpert vient du Donaugau et fait partie de la famille noble des Hahilinga (de). Comme les autres premiers évêques de Ratisbonne, il est un abbé mineur de Saint-Emmeran. Pendant son épiscopat, il a un différend avec les églises propriétaires parrainées par Tassilon III de Bavière. Seul Charlemagne voit un intérêt politique à renforcer la position des évêques. Simpert est d'abord considéré comme l'un des partisans de Tassilon III et plus tard un partisan de Charlemagne. Le chroniqueur Lorenz Hochwart eut accès à des sources aujourd'hui perdues pour caractériser l'évêque, il qualifie Simpert d'homme pacifique. Néanmoins, il va avec le roi, l'évêque Enguerrand de Metz et l'évêque Atto de Freising en août 791 partir de Ratisbonne réprimer les Avars et meurt à la guerre.